# Susaninskij rajon
Il Susaninskij rajon (in russo Сусанинский район?) è un rajon dell'Oblast' di Kostroma, nella Russia europea; il capoluogo è Susanino. Ricopre una superficie di 1.050 chilometri quadrati e nel 2010 ospitava una popolazione di circa 8.500 abitanti.